# Anax walsinghami
Anax walsinghami är en trollsländeart som beskrevs av Robert McLachlan 1883.
Anax walsinghami ingår i släktet Anax och familjen mosaiktrollsländor. Inga underarter finns listade i Catalogue of Life.